# Hitech Racing
Hitech Racing is een autosportteam uit Engeland, opgericht door Dennis Rushen en David Hayle.

## Geschiedenis
Hitech begon in 2003 in het Britse Formule 3-kampioenschap, waarbij Danny Watts één race won op het Castle Combe Circuit en vijfde werd in het kampioenschap. Aan het eind van het jaar won het tevens de Korea Super Prix met gastrijder Richard Antinucci, wat de eerste internationale overwinning van het team betekende.
In 2004 won Hitech met Lucas di Grassi twee races op het Thruxton Circuit en eindigde als achtste in het kampioenschap, terwijl Marko Asmer ook in de top 10 eindigde. Aan het eind van het jaar stond Di Grassi op het podium tijdens zijn debuut in de Grand Prix van Macau.
In 2005 ging Hitech een partnerschap aan met Piquet Sports om dat jaar te debuteren in de nieuwe GP2 Series. Met Nelson Piquet jr. en Alexandre Sarnes Negrão werd de combinatie zesde in het teamskampioenschap, met één overwinning voor Piquet op Spa-Francorchamps. Na dit jaar ging het team enkel verder onder de naam Piquet Sports. Het team bleef ook actief in de Britse Formule 3, waarin Asmer vijf tweede plaatsen behaalde op weg naar de vierde plaats in het kampioenschap.
In 2006 kende Hitech met James Jakes, James Walker en Salvador Durán een teleurstellend seizoen waarin de coureurs respectievelijk als achtste, negende en tiende in het kampioenschap eindigden, met slechts drie podiumplaatsen van Walker en een van Jakes.
2007 was een succesvol jaar voor Hitech, dat Asmer terughaalde naar het team om elf races te winnen op weg naar het kampioenschap. Debutant Walter Grubmüller werd zestiende in de eindstand. In 2008 kwam Max Chilton naast Grubmüller te rijden, maar wist het team de successen van het voorgaande jaar niet te evenaren, Chilton behaalde twee pole positions en twee podiumplaatsen.
In 2009 werd het succes hervat met vijf overwinningen, verdeeld tussen Grubmüller en Renger van der Zande, die respectievelijk als tweede en derde in het kampioenschap eindigden. Aan het eind van het jaar debuteerde het team tevens in het Zuid-Amerikaanse Formule 3-kampioenschap met Grubmüller op het Autódromo José Carlos Pace, maar wist de races niet te finishen.
In 2010 won Hitech twee races met Gabriel Dias in de Britse Formule 3 en werd zesde in het kampioenschap, terwijl William Buller als achtste eindigde. Daarnaast nam het met Pietro Fantin onder de naam Hitech Racing Brazil deel aan drie raceweekenden van de Zuid-Amerikaanse Formule 3 en won twee races op het Velopark en één op het Autódromo Internacional de Curitiba.
In 2011 won Hitech in de Britse Formule 3 één race met zowel Fantin als Riki Christodoulou, die respectievelijk als achtste en twaalfde in het kampioenschap eindigden, met parttime coureur António Félix da Costa als dertiende. Daarnaast won het in het Zuid-Amerikaanse kampioenschap drie races met Guilherme Silva en één met Fernando Resende, die derde en vierde in het kampioenschap werden.
In 2012 stapte Hitech uit de Britse Formule 3 om zich volledig op het Zuid-Amerikaanse kampioenschap te concentreren. Geen van de deelnemende coureurs reed het hele seizoen, maar het team won wel zes races met Nicolas Costa, Pedro Nunes en viermaal Felipe Guimarães, waarbij laatstgenoemde als vierde in het kampioenschap eindigde.
2013 was opnieuw zeer succesvol voor Hitech. Guimarães won de Formule 3 Brazilië Open aan het begin van het seizoen, waarna hij maar liefst 13 van de 18 races won in het hoofdkampioenschap. Hiermee werd hij overtuigend kampioen, terwijl Gustavo Myasava tien keer op het podium stond en derde werd in de eindstand.
In 2014 verdedigde Guimarães met succes zijn titel in de Formule 3 Brazilië Open, terwijl teamgenoot Victor Franzoni de race als tweede eindigde. Het Zuid-Amerikaanse Formule 3-kampioenschap werd dat jaar vervangen door het Braziliaanse Formule 3-kampioenschap. Met Bruno Etman werd Hitech derde in het kampioenschap, terwijl Matheus Leist tweede werd in de B-klasse. Hierbij moet opgemerkt worden dat Leist na drie raceweekenden vertrok bij het team om bij Cesário F3 te rijden.
In 2015 werd Hitech met Christian Hahn en Fernando Croce zevende en achtste in de Braziliaanse Formule 3, waarbij Hahn tweemaal op het podium stond. Aan het eind van dat jaar maakte het team haar debuut in het Europees Formule 3-kampioenschap in de raceweekenden op het Autódromo Internacional do Algarve en de Nürburgring, waarbij de enige coureur Alexander Sims in het laatste weekend tweemaal in de top 5 eindigde.
In 2016 stapt het team fulltime in de Europese Formule 3 als onderdeel van een samenwerking met ART Grand Prix. George Russell en Nikita Mazepin zijn de coureurs.
In 2019 ging het team mee naar het FIA Formule 3-kampioenschap, nadat de Europese Formule 3 werd samengevoegd met de GP3 Series. Jüri Vips behaalde drie overwinningen en eindigde als vierde in het kampioenschap, terwijl ook Leonardo Pulcini een race won. Het team, waar Ye Yifei eveneens deel van uitmaakte, werd hierdoor achter het dominante Prema Racing tweede in het teamklassement.
In 2020 debuteert Hitech als zelfstandig team in de Formule 2, de opvolger van de GP2 Series.